# Stefan Scheiblecker

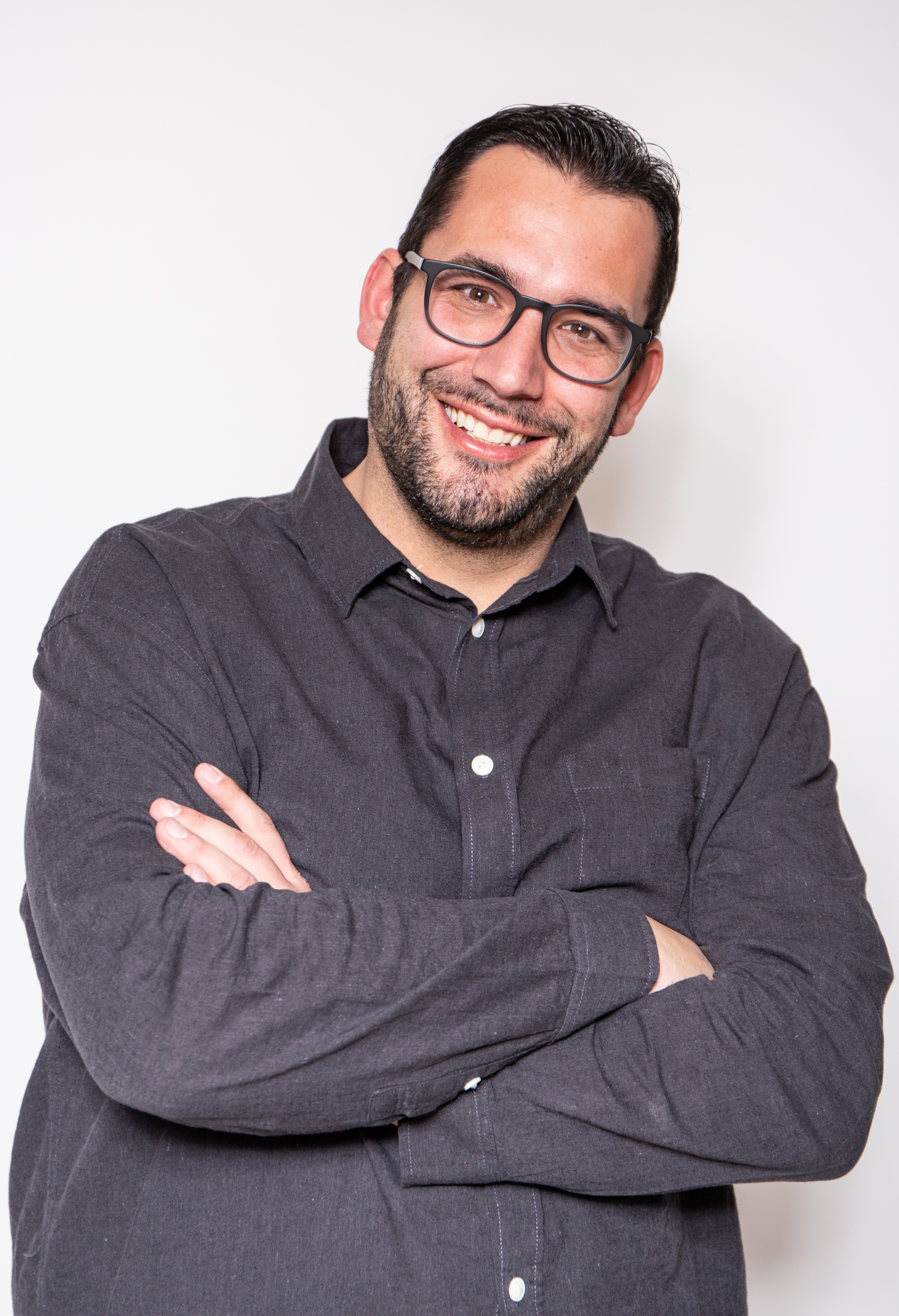
Stefan Scheiblecker, 2023

Stefan Ralph Scheiblecker (* 20. Jänner 1986 in Lilienfeld, Niederösterreich) ist ein österreichischer Lehrer, Kabarettist und Autor.

## Leben
Scheiblecker besuchte das Bundesrealgymnasium in Lilienfeld. Der Schauspieler Helmut Hafner animierte ihn Kabarett zu machen. So erschien 2008 sein erstes Soloprogramm Workaholic, mit dem er den Nachwuchswettbewerb Comedy Knock Out gewann.
Im Jahr 2011 erschien sein erster Roman mit dem Titel Elf Zentimeter. 2019 veröffentlichte Scheiblecker sein erstes Kinderbuch, der erste Teil seiner Kinderkrimireihe, mit Geheimagentin Mia Marzipan – Der Spuk des Bücherwurms. Mit Geheimagentin Mia Marzipan – Das Geheimnis des Wasserdiebs erfolgte 2020 die Fortsetzung der Reihe. 2024 erschien der 3. Band Geheimagentin Mia Marzipan - Seltsame Spuren im Schnee. Vor allem die interaktiven Lesungen zum Mitmachen sind an Schulen und bei den Kindern sehr beliebt.
Stefan Scheiblecker lebt in Hainfeld und arbeitet als Direktor an einer Neuen Mittelschule in Niederösterreich. Er ist verheiratet und Vater einer Tochter und eines Sohnes.

## Veröffentlichungen
- Elf Zentimeter – ein Mann packt aus. Wien 2011, ISBN 978-3-99001-022-8.
- Geheimagentin Mia Marzipan  – Der Spuk des Bücherwurms. Norderstedt 2019, ISBN 	978-3-74604-448-4.
- Geheimagentin Mia Marzipan  – Das Geheimnis des Wasserdiebs. Norderstedt 2020, ISBN 	978-3-75193-288-2.
- Geheimagentin Mia Marzipan - Seltsame Spuren im Schnee. Norderstedt 2024, ISBN 978-3-7583-2261-7.

## Programme
- Workaholic, Regie: Helmut Hafner, Musik: Marian Smetana, 2008
- Couchgeflüster, Regie: Stefan Scheiblecker, Musik: Eduard Muckenhuber, 2012